# Fareed Zakaria
Fareed Rafiq Zakaria (en maratí: फरीद रफिक झकारिया, en hindi: फ़रीद राफ़िक़ ज़कारिया, en urdu: فرید رفیق زکریا‎; nacido el 20 de enero de 1964 en Mumbai) es un escritor y periodista indo-estadounidense, especializado en temas de relaciones internacionales. 

## Biografía
Hijo del político y académico indio Rafiq Zakaria y de la periodista Fatima Zakaria, se crio en una familia musulmana secularizada. Estudió en la Universidad de Yale y después se doctoró en economía política en la Universidad de Harvard.
Tras una larga carrera como columnista de Newsweek y editor de  Newsweek International, ha anunciado que ingresará como editor en la revista Time. 
También dirige el programa de la CNN Fareed Zakaria GPS. En agosto del 2012 dicha cadena lo suspende por plagiar párrafos de un ensayo de Jill Lepore, profesora de Historia Americana de la Universidad de Harvard, que fue publicado el pasado 23 de abril en la revista «The New Yorker».
Es un comentarista frecuente en temas de su especialidad; escribe en The Washington Post.
Zakaria se ha naturalizado como ciudadano estadounidense. Vive en la ciudad de Nueva York con su esposa, Paula Throckmorton Zakaria, su hijo Omar y sus hijas Lila y Sofia.